# Australien ved sommer-OL 2012
Australien deltog i Sommer-OL 2012 i London, som blev arrangeret i perioden 27. juli til 12. august 2012.